# 蒋向明
蒋向明（1965年—），中华人民共和国毛南族政治人物，籍贯广西环江毛南族自治县，第十一届全国人民代表大会广西地区代表。
毕业于广西壮族自治区党委党校社会学专业，是中共党员。担任中共环江毛南族自治县委副书记、县长。2008年，担任全国人大代表，任期5年，後出任中共环江县委书记、罗城仫佬族自治县委书记、中共河池市委副秘书长、办公室主任，河池市人大常委会副主任。